# 500 років м. Чигирину (монета)
«500 ро́ків м. Чигирину́» — ювілейна монета номіналом 5 гривень, випущена Національним банком України, присвячена старовинному місту Чигирину, що виникло на початку XVI ст., а вже в 1592 році отримало Магдебурзьке право. Чигирин був столицею Гетьманщини, центром Чигиринського полку, першою гетьманською резиденцією. Багата історія цього міста завжди привертала до себе увагу істориків, письменників, поетів і художників, які залишили описи своїх подорожей, поетичні та художні твори.
Монету введено в обіг 10 жовтня 2012 року. Вона належить до серії «Стародавні міста України».

## Опис монети та характеристики
| Номінал грн. | Метал      | Маса, г | Діаметр, мм | Якість виготовлення       | Гурт     | Тираж, штук |
| ------------ | ---------- | ------- | ----------- | ------------------------- | -------- | ----------- |
| 5            | нейзильбер | 16,54   | 35,0        | спеціальний анциркулейтед | рифлений | 30 000      |

### Аверс
На аверсі монети розміщено: угорі малий Державний Герб України, під яким на дзеркальному тлі напис — «НАЦІОНАЛЬНИЙ/БАНК/УКРАЇНИ», праворуч — на тлі фрагмента плану Чигиринської фортеці зображено мур бастіону Дорошенка, ліворуч — стилізований рослинний орнамент та написи: «5 ГРИВЕНЬ», рік карбування монети «2012» та логотип Монетного двору Національного банку України.

### Реверс
На реверсі монети зображено краєвид міста, угорі — герб Чигирина, під яким напис — «500 років/ ЧИГИРИН».

## Автори

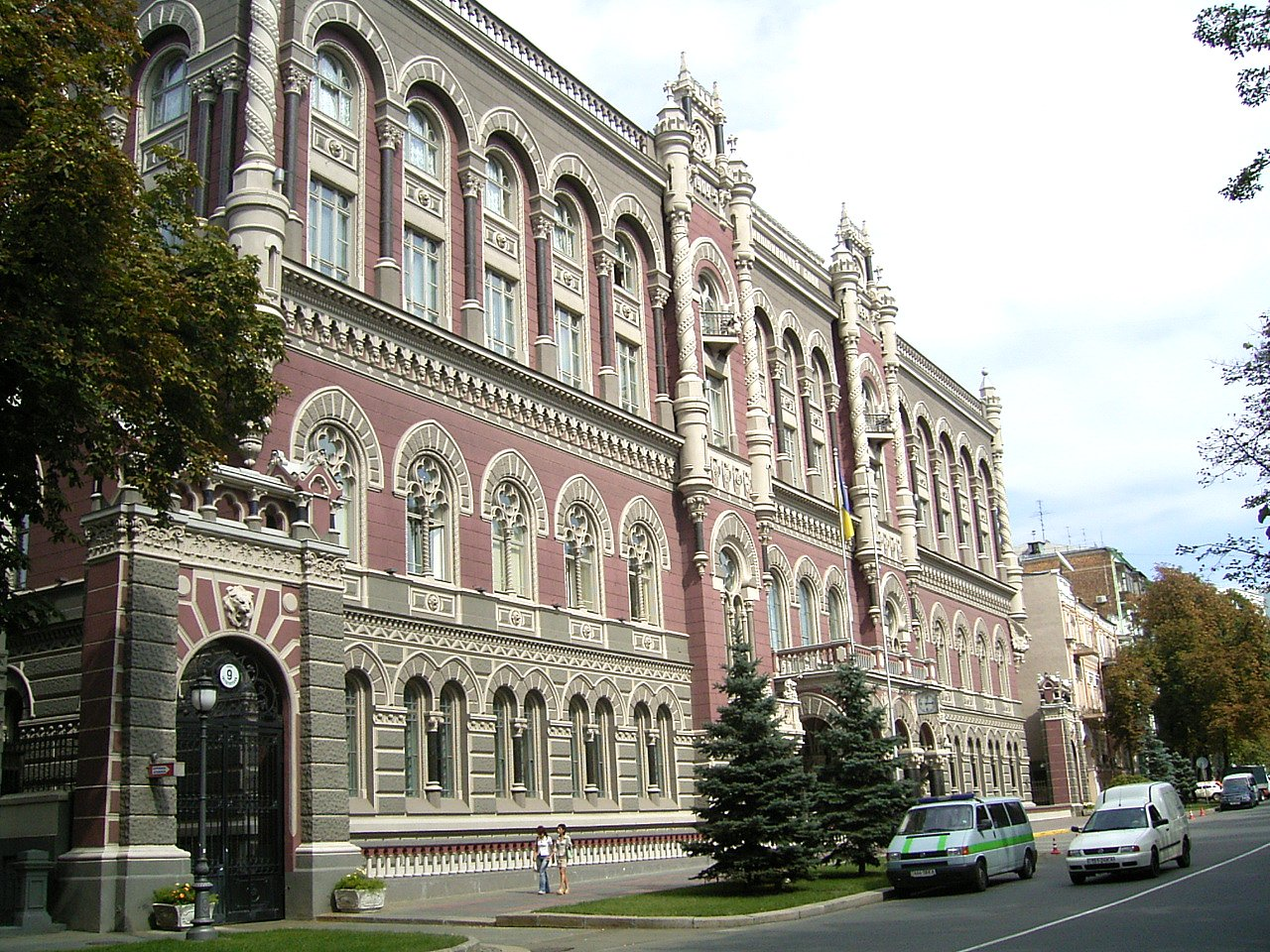
Будівля Національного банку України

- Художники: Іваненко Святослав (аверс); Таран Володимир, Харук Олександр, Харук Сергій (реверс).
- Скульптори: Іваненко Святослав, Атаманчук Володимир.

## Вартість монети
Під час введення монети в обіг у 2012 році, Національний банк України реалізовував монету через свої філії за ціною 20 гривень.
Фактична приблизна вартість монети, з роками змінювалася так:
| Рік        | 2013 | 2014 | 2015 | 2016 | 2017 | 2018 | 2019 | 2020 | 2021 | 2022 | 2023 | 2024 | 2025 |
| ---------- | ---- | ---- | ---- | ---- | ---- | ---- | ---- | ---- | ---- | ---- | ---- | ---- | ---- |
| Ціна, грн. | 25   | 35   | 40   | 60   | 70   | 80   | 90   | 95   | 100  | 105  | 175  | 260  | 290  |